# أسد نيميا

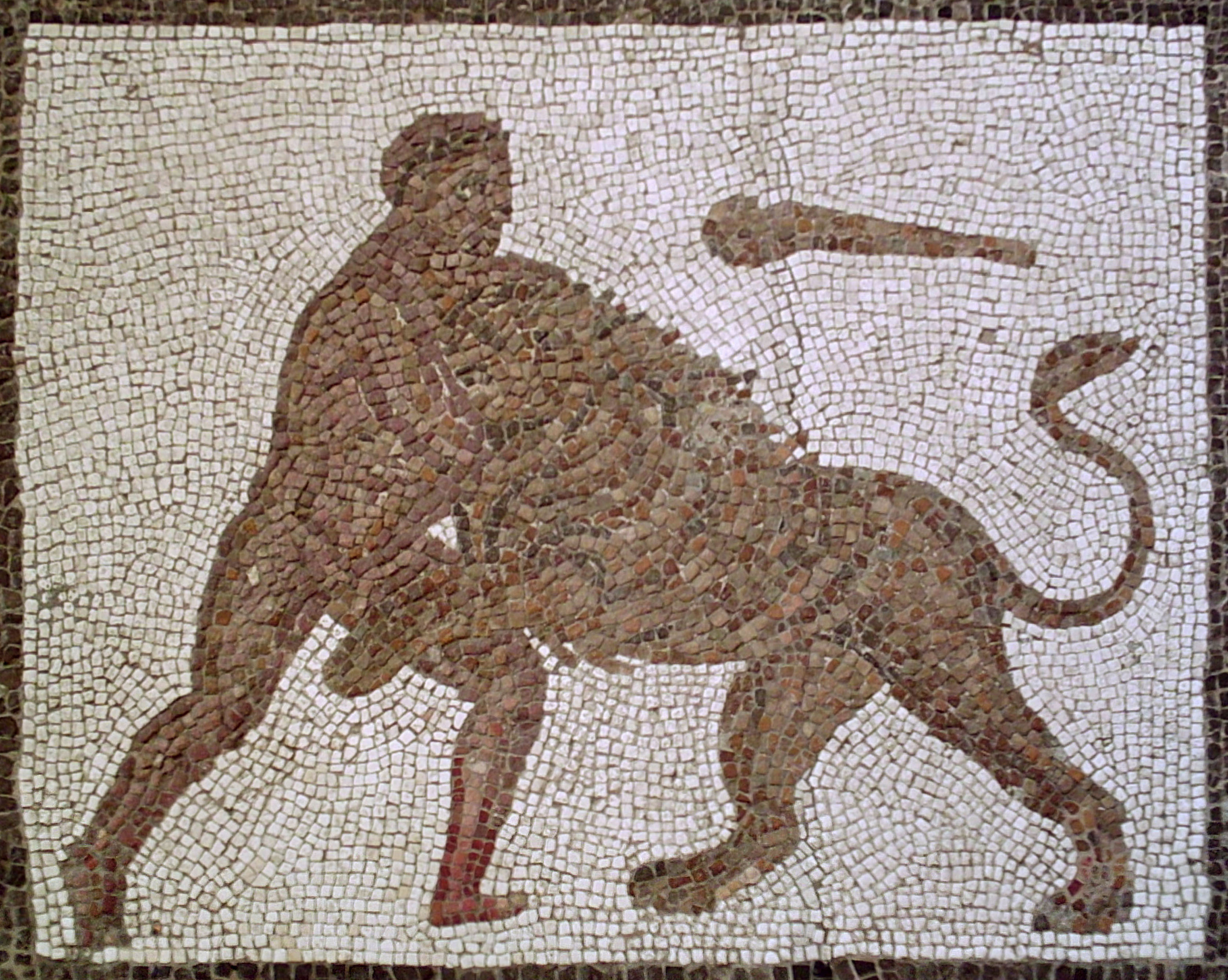
هرقل وهو يقتل أسد نيميا.

أسد نيميا هو وحش شرير في الأساطير الإغريقية عاش في نيميا. قُتل في النهاية على يد هرقل. كان الأسد لا يمكن قتله بأسلحة البشر التقليدية لأن فروه الذهبي كان منيعًا للهجوم. كانت مخالبه أكثر حدة من سيوف البشر ويمكن أن تدمر أي درع قوي. في المكتبة، كتب فوتيوس أن التنين لادون ، الذي كان يحرس التفاح الذهبي هو شقيق أسد نيميا.